# Powiat Ochi
Powiat Ochi (jap. 越智郡 Ochi-gun) – powiat w Japonii, w prefekturze Ehime. W 2021 roku liczył 6509 mieszkańców.

## Miejscowości
- Kamijima

## Historia[2]

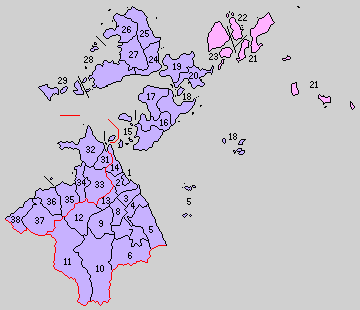
Powiat Ochi (1–29; 1889 r.)

- Powiat został założony 16 grudnia 1878 roku. Wraz z utworzeniem nowego systemu administracyjnego 15 grudnia 1889 roku powiat Ochi został podzielony na 1 miejscowość oraz 28 wiosek[3].
- 1 grudnia 1895 – wioska Uoshima wydzieliła się z części wioski Yuge. (1 miejscowość, 29 wiosek)
- 1 kwietnia 1897 – powiat Ochi powiększył się o teren powiatu Noma (wioski Hashihama, Namikata, Noma, Ōi, Konishi, Kameoka, Kasen i Kikuma). (1 miejscowość, 37 wiosek)
- 1 lipca 1899 – wioska Uzuura wydzieliła się z części wioski Kameyama. (1 miejscowość, 38 wiosek)
- 1 stycznia 1908: (3 miejscowości, 36 wiosek)
  - wioska Hashihama zdobyła status miejscowości.
  - wioska Kikuma zdobyła status miejscowości.
- 31 października 1917 – wioska Sakurai zdobyła status miejscowości. (4 miejscowości, 35 wiosek)
- 11 lutego 1920 – w wyniku połączenia miejscowości Imabari i wioski Hiyoshi powstało miasto Imabari. (3 miejscowości, 34 wioski)
- 1 kwietnia 1925 – miejscowość Kikuma powiększyła się o teren wioski Kasen. (3 miejscowości, 33 wioski)
- 11 lutego 1933 – wioska Chikami została włączona do miasta Imabari. (3 miejscowości, 32 wioski)
- 1 stycznia 1940 – wioska Tachibana została włączona do miasta Imabari. (3 miejscowości, 31 wiosek)
- 3 listopada 1940 – wioska Higashihakata zdobyła status miejscowości i zmieniła nazwę na Hakata. (4 miejscowości, 30 wiosek)
- 1 sierpnia 1952 – wioska Miyakubo zdobyła status miejscowości. (5 miejscowości, 29 wiosek)
- 1 stycznia 1953 – wioska Yuge zdobyła status miejscowości. (6 miejscowości, 28 wiosek)
- 31 marca 1954: (7 miejscowości, 21 wiosek)
  - w wyniku połączenia wiosek Kanbe, Nibukawa, Ryūoka i Kuwa powstała wioska Tamagawa.
  - w wyniku połączenia wiosek Tsukura, Kameyama, Uzuura i części wsi Ōyama powstała miejscowość Yoshiumi.
  - pozostała część wioski Ōyama została włączona do miejscowości Miyakubo.
- 1 stycznia 1955 – miejscowość Hakata powiększyła się o teren wioski Nishihakata. (7 miejscowości, 20 wiosek)
- 1 lutego 1955 – miejscowości Sakurai, Hashihama oraz wioski Tomita, Shimizu, Hidaka i Noma zostały włączone w teren miasta Imabari. (5 miejscowości, 16 wiosek)
- 31 marca 1955: (7 miejscowości, 10 wiosek)
  - w wyniku połączenia wiosek Setozaki i Moriguchi powstała wioska Kamiura.
  - w wyniku połączenia wiosek Kagami i Miyaura powstała miejscowość Ōmishima.
  - w wyniku połączenia wiosek Ōi and Konishi powstała miejscowość Ōnishi.
  - miejscowość Kikuma powiększyła się o teren wioski Kameoka.
- 1 sierpnia 1955 – część miejscowości Yoshiumi została włączona w teren miasta Imabari.
- 31 marca 1956 – w wyniku połączenia wiosek Kamiasakura i Shimoasakura powstała wioska Asakura. (7 miejscowości, 9 wiosek)
- 23 września 1956 – miejscowość Ōmishima powiększyła się o teren wioski Okayama. (7 miejscowości, 8 wiosek)
- 1 marca 1960 – wioska Namikata zdobyła status miejscowości. (8 miejscowości, 7 wiosek)
- 1 maja 1960 – część miejscowości Namikata została włączona w teren miasta Imabari.
- 1 kwietnia 1962 – wioska Tamakawa zdobyła status miejscowości. (9 miejscowości, 6 wiosek)
- 1 kwietnia 1964 – wioska Kamiura zdobyła status miejscowości. (10 miejscowości, 5 wiosek)
- października 2004 – w wyniku połączenia miejscowości Yuge oraz wiosek Ikina, Iwagi i Uoshima powstała miejscowość Kamijima. (10 miejscowości, 2 wioski)
- 16 stycznia 2005 – miejscowości Tamagawa, Namikata, Ōnishi, Kikuma, Yoshiumi, Miyakubo, Hakata, Kamiura i Ōmishima oraz wioski Asakura i Sekizen zostały włączone w teren miasta Imabari. (1 miejscowość)